# Scottsburg (Indiana)
Scottsburg – miasto w Stanach Zjednoczonych, w stanie Indiana, siedziba administracyjna hrabstwa Scott.